# SN 2000ew
SN 2000ew – supernowa typu Ic odkryta 28 listopada 2000 roku w galaktyce NGC 3810. W momencie odkrycia miała maksymalną jasność 14,90m.